# Cannabis sativa sativa

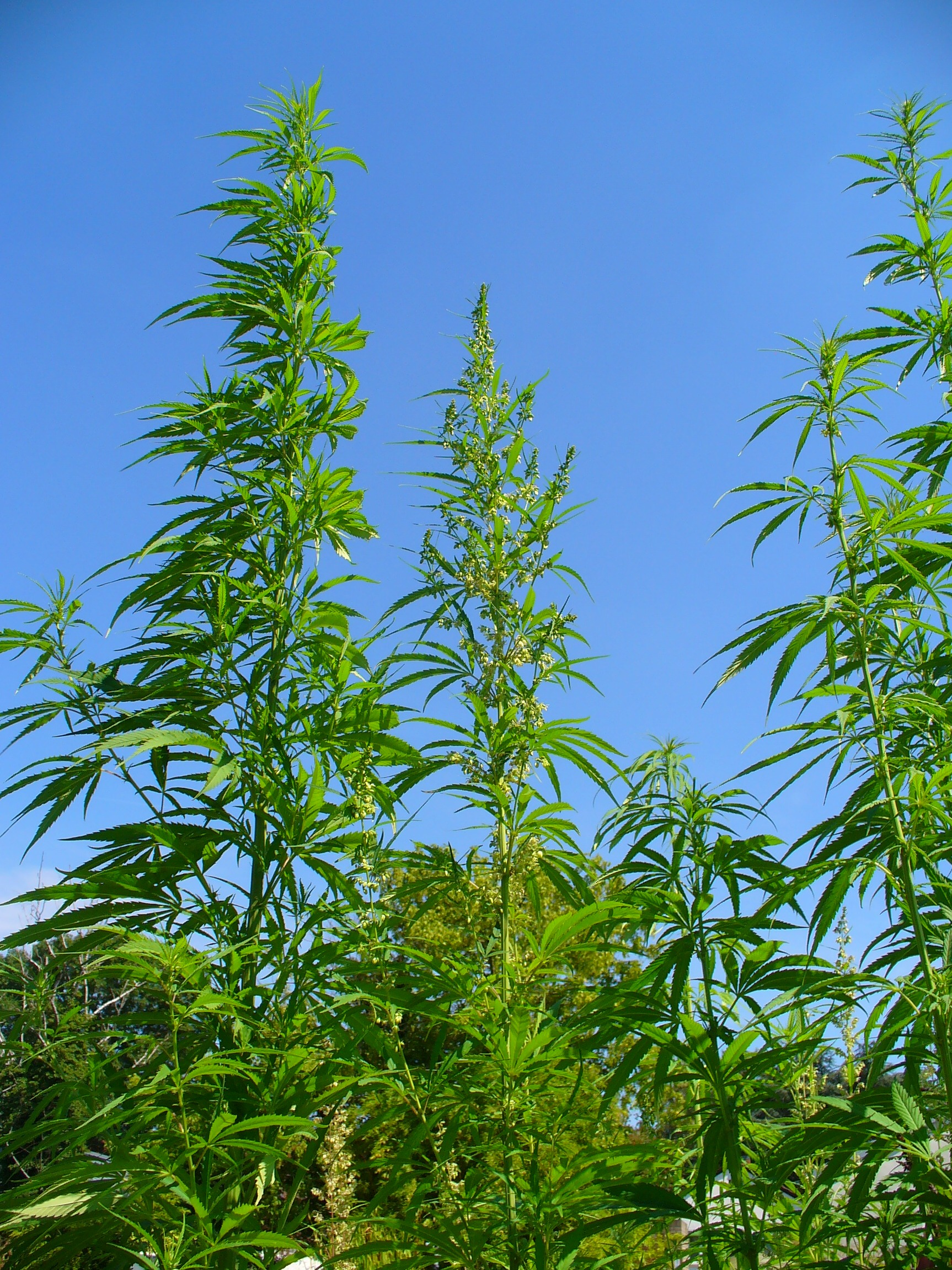
Grandes ramas y alta estatura son dos de las características del Cannabis sativa sativa.

La subespecie de Cannabis sativa, Cannabis sativa sativa, también llamada cáñamo se originó en Asia, América y África, y en cada región tiene características específicas, aunque todas tienen los rasgos comunes siguientes; gran estatura y ramas largas con espaciosas distancias internodales, un sistema de raíces ampliamente extendido, hojas grandes de foliolos estrechos y flores un tanto escasas cuando se cultivan en interior bajo lámparas. Las variedades sativa florecen entre varias semanas y meses después que las índica. Si bien son buenas productoras al aire libre y suelen llegar a medir 4'5 m o más, las variedades sativa puras alcanzan una altura bastante alta a un período de tiempo bastante corto -algunas unos tres metros en tres meses poco prácticas para interior. 
Las variedades de México, Colombia, Tailandia y Jamaica pueden resaltar por su potencia gracias a una proporción elevada de THC (Tetrahidrocannabinol) en relación con el CBD, lo cual produce un efecto «veloz», energético y elevador. Pero con niveles bajos de THC la potencia es mínima.
Las variedades sativa de África central, incluyendo la potente congoleña, crecen de manera similar a las colombianas con una estatura que suele superar los 4'5 m, ramas largas y cogollos poco apretados.
Sudáfrica tiene puertos importantes y los marineros introdujeron las variedades desde lugares muy diferentes, en consecuencia la potencia de las plantas puede ser débil o fuerte y pueden ser bajas y arbustivas, de ramas largas, etc.
El Cannabis sativa asiático incluye variedades tailandesas, vietnamitas, laosianas, camboyanas y nepalesas y tienen patrones de crecimiento diversos, así como en potencia. Al mismo tiempo que las tailandesas y otras sativa de la zona pueden ser muy potentes a base de THC, también se encuentran entre las más difíciles de cultivar en casa y las más lentas en madurar. Las variedades tailandesas producen cogollos menudos y ligeros en ramas grandes y extensas  tras florecer alrededor de cuatro meses. Las sativa tailandesas, vietnamitas, camboyanas y laosianas tienden a producir adultos hermafroditas.
El Cannabis sativa nepalés puede generar hojas sobredimensionadas en plantas altas, de ramas largas que producen cogollos escasos y de floración tardía, pero otras variedades de esta región se desarrollan como plantas bajas y compactas de floración más rápida. Con frecuencia la producción y potencia de THC resulta bastante alta, pero también pueden ser mediocres.
Todas la variedades de cáñamo se consideran Cannabis sativa. El cáñamo al que suele llamarse cariñosamente rope (soga) en EE. UU., es Cannabis sativa culltivado por su alto contenido en fibra. El cáñamo suele contener semillas y niveles apenas perceptibles de THC.